# 李処温
李 処温（り しょおん、? - 1122年）は、遼（契丹）の宰相・政治家。別名は耶律処温・李純。南京析津府の人。

## 経歴
遼の南院枢密使李仲禧の孫で、知枢密院事李儼の弟の子。子は少府少監・提挙翰林医官の李奭（耶律奭）。
若いころはおじの李儼の推挙で門下侍中となった。後におじが亡くなると、北院枢密使蕭奉先の推挙で宰相となった。
保大2年（1122年）2月に、金の阿骨打率いる金軍が中京を陥落し、時の皇帝の天祚帝が大同府にある雲中の陰山に逃亡した。
3月、李処温は皇族の耶律大石と回離保と張琳とともに秦晋王耶律淳（天錫帝）を「北遼」の皇帝として擁立し、彼は太尉に任命された。
さらに、同年6月に天錫帝が61歳で病没すると、その未亡人の徳妃蕭普賢女を摂政とする条件で、天祚帝の皇太子だった秦王耶律定（五男）を即位させた。
しかし、李処温は政策面で耶律大石らと対立した。そのため、彼は耶律定と蕭普賢女の身柄を確保し、北宋軍総帥の宦官の童貫と内通して、謀反を企んでしまった。さらに金とも密通した。そのことが回離保らに露見され、子の李奭とともに処刑された。
間もなく、回離保らが刑死した李処温の財産を調査すると、銭7万緡・金器・玉器など豪華な物品が蓄えてあったという。